# Cochlostoma macei
Cochlostoma macei is een slakkensoort uit de familie van de Megalomastomatidae. De wetenschappelijke naam van de soort is voor het eerst geldig gepubliceerd in 1869 door Jules René Bourguignat.